# Viviz
Le Viviz (비비지?; stilizzato tutto in maiuscolo) sono un gruppo femminile sudcoreano composto dagli ex membri delle GFriend SinB, Umji e Eunha. Il loro EP di debutto, Beam of Prism, è uscito il 9 febbraio 2022.
Il trio si è riunito nell'ottobre 2021 sotto la BPM Entertainment, dopo che il loro precedente gruppo, le GFriend, si è sciolto improvvisamente il 22 maggio dello stesso anno. Una settimana dopo l'uscita del loro EP di debutto nel 2022, hanno vinto il loro primo trofeo in un music show coreano, a Show Champion. Poco dopo il loro esordio, sono state invitate a partecipare alla seconda stagione del talent show Queendom, dove sei famose artiste musicali competono per dichiarare una "regina".
Una volta finito il programma, le Viviz hanno pubblicato il loro EP estivo Summer Vibe il 6 luglio 2022. Il terzo EP del trio, Various, è invece uscito il 31 gennaio 2023; a novembre 2023 hanno rilasciato il quarto EP, Versus.

## Nome
Il nome è composto dall'ultima sillaba dei nomi d'arte dei componenti: Eunbi (은비), SinB (신비), Umji (엄지).

## Formazione
- Eunha (은하; Jung Eun-bi) – voce
- SinB (신비; Hwang Eun-bi) – voce
- Umji (엄지; Kim Ye-won) – voce

## Discografia

### EP
- 2022 – Beam of Prism
- 2022 – Summer Vibe
- 2023 – Various
- 2023 – Versus

### Singoli
- 2022 – Bop Bop!
- 2022 – Loveade
- 2022 – Rum Pum Pum Pum
- 2023 – Pull Up

## Filmografia

### Programmi televisivi
- Queendom 2 (2022) - concorrenti

## Riconoscimenti
Brand of the Year Awards
- Female Rookie Idol of the Year (2022)[3]

K-Global Heart Dream Awards
- K-Global Hot Star Award (2022)[4]